# Hermann Goltz
Gottfried Hermann Goltz (* 1. April 1946 in Gera; † 9. Dezember 2010 in Halle (Saale)) war ein deutscher evangelischer Theologe und Ostkirchenkundler.

## Leben und Werk
Hermann Goltz wuchs in Görlitz auf. Dort legte er das Abitur ab und erlernte an der Volksmusikschule Oboe. Er entschied sich für ein Studium der Theologie, das er 1964 in Halle (Saale) aufnahm. Er promovierte 1972 bei Konrad Onasch mit einer Arbeit zum Corpus Areopagitum. 1975 wurde er nach dem 1. und 2. theologischen Examen in Halle zum evangelischen Pfarrer ordiniert. 1979 habilitierte er sich nach einem Handschriftenforschungsaufenthalt 1978 in Russland mit einer Untersuchung zur slawisch-patristischen Literatur. 1987 wurde er an die Theologische Fakultät Heidelberg berufen, im gleichen Jahr ging er als außerordentlicher Professor nach Halle, wo er 1992 zum ordentlichen Professor für Konfessionskunde der Orthodoxen Kirchen an der Theologischen Fakultät berufen wurde. 1988 bis 1993 war er zudem Leiter der Studienabteilung der Konferenz Europäischer Kirchen in Genf.
Goltz gründete 1982 das von ihm geleitete Johannes-Lepsius-Archiv und 1998 zusammen mit weiteren deutschen und armenischen Wissenschaftlern das MESROP Zentrum für Armenische Studien an der Leucorea (seit 2006 an der Universität Halle).
Goltz forschte, lehrte und publizierte zu Theologie, Kunst und Kultur der Orthodoxen Kirchen, insbesondere zur griechisch-slawischen Orthodoxie und zur armenischen Kirche. Er übersetzte zusammen mit der armenischen Wissenschaftlerin Armenuhi Drost-Abgarjan das armenische Hymnarium „Scharaknotz“, eine zentrale Quelle zum Verständnis der östlichen christlichen Hochkulturen. Für seine Arbeiten zur Armenologie und armenischen Kultur erhielt Goltz verschiedene Auszeichnungen des armenischen Staates. Im Jahre 2007 wurde er an der Staatlichen Universität Jerewan zum Ehrendoktor promoviert.
Hermann Goltz war Mitglied des Kuratoriums des Evangelischen Konvikts Halle und vom Herbst 2008 bis zu seinem Tod Ephorus dieses Hauses. Das Amt übernahm er von Gründungsephorus Hermann von Lips, der es nach seiner Emeritierung im Jahr 2007 noch ein Jahr lang ausgeübt hatte.
Ein Schüler von Goltz ist der armenisch-deutsche Theologe Hacik Rafi Gazer.

## Kritik
Wolfgang Gust warf Goltz Mythenbildung hinsichtlich Johannes Lepsius und Zweckentfremdung der Gelder der Bundesregierung vor. Auch kritisierte Gust, dass die Lepsius-Forschung trotz ihrer finanziellen Mittel nicht die Überprüfung der von Lepsius publizierten manipulativen Aktenedition zum Völkermord an den Armeniern vorgenommen hat, wie es die Aufgabe einer wirklichen Lepsius-Forschung gewesen wäre. Die Korrektur hat Gust selbst vorgenommen. In einer Petition an den Bundestag wurde Lepsius außerdem eine antisemitische Haltung vorgeworfen. Auch Gust schrieb darüber. Goltz bewertete die entsprechenden Zitate als „aus dem Zusammenhang gerissen“.

## Ehrungen (Auswahl)

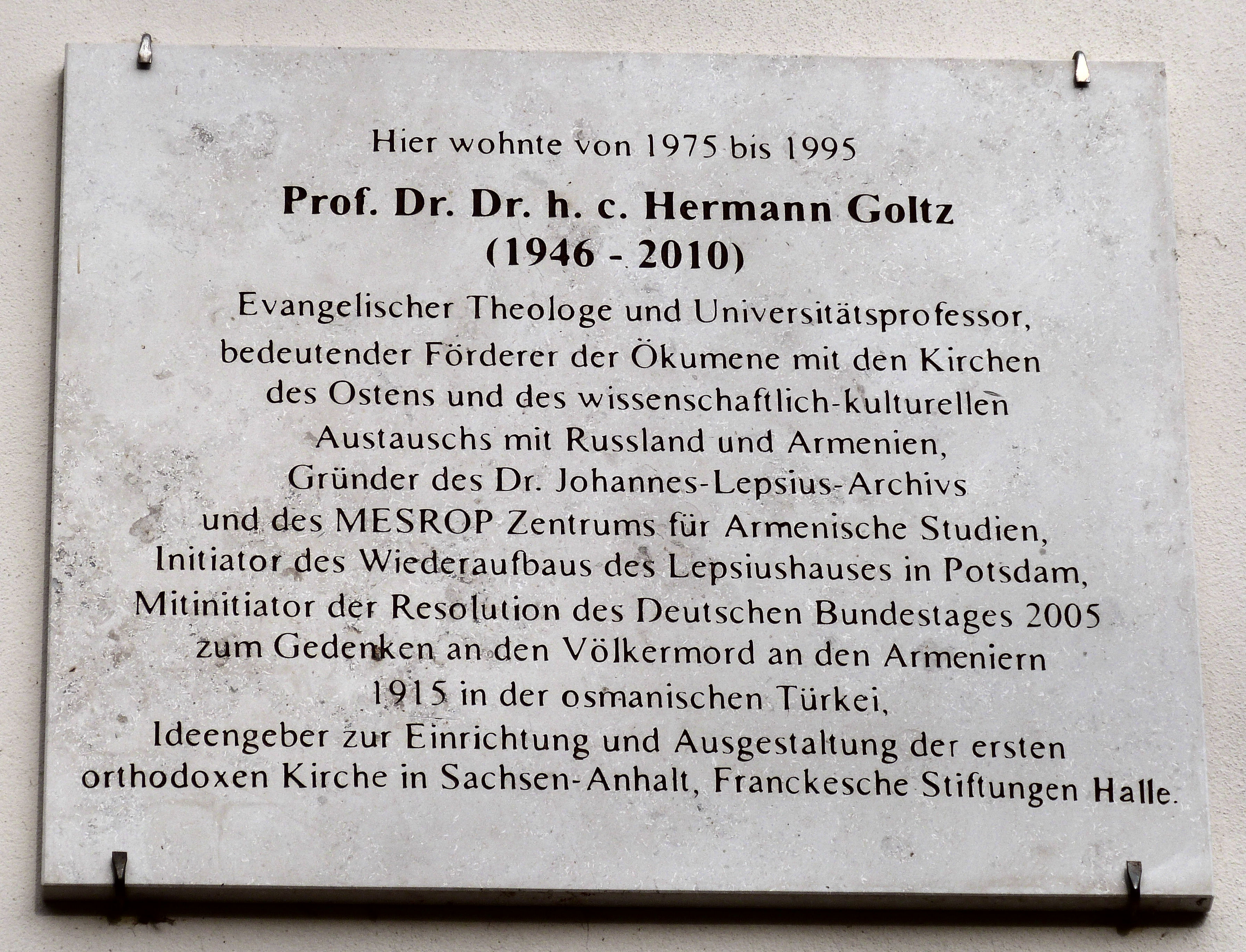
Gedenktafel am Haus Schleiermacherstraße 19

Goltz war Ehrendoktor der Universität Jerewan. Er wurde mit dem Mesrop-Orden des armenischen Katholikosats von Kilikien (Antelias bei Beirut) und dem Sahak-und-Mesrop-Orden des Katholikos aller Armenier (Etchmiadzin) ausgezeichnet. Im November 2012 wurde an seinem langjährigen Wohnhaus in der Schleiermacherstraße in Halle (Saale) eine Gedenktafel für Hermann Goltz enthüllt.
Im September 2014 wurde ein neuer Hörsaal an der Theologischen Fakultät der Staatsuniversität Jerewan nach Hermann Goltz benannt.

## Werke  (Auswahl)
- Herausgeber, Übersetzer und Kommentator: Akathistos. Hymnen der Ostkirche. Leipzig 1988.
- (Mitautor): Das Glaubensleben der Ostkirche : eine Einführung in Geschichte, Gottesdienst und Frömmigkeit der orthodoxen Kirche, herausgegeben von Hans-Christian Diedrich, Leipzig : Koehler u. Amelang 1988, ISBN 978-3-7338-0092-5.
- Herausgeber und Mitautor: Tausend Jahre Taufe Russlands. Russland in Europa. Leipzig 1993.
- Der gerettete Schatz der Armenier aus Kilikien. Mit Photos von Klaus E. Göltz. Wiesbaden 2000.[7][8]
- (Übersetzung aus dem Französischen und Bearbeitung) Jean-Michel Thierry: Armenien im Mittelalter. Regensburg 2002, Schnell und Steiner, ISBN 3-7954-1435-0.
- Herausgeber und Mitautor: Deutschland, Armenien und die Türkei 1895-1925. Dokumente und Zeitschriften aus dem Dr. Johannes-Lepsius-Archiv an der Martin-Luther-Universität Halle-Wittenberg. 3 Teile, München 1998–2004, ISBN 3-598-34406-6.
- Herausgeber, Armenuhi Drost-Abgarjan: Armenologie in Deutschland: Beiträge zum Ersten Deutschen Armenologen-Tag (Studien zur orientalischen Kirchengeschichte, Bd. 35). Münster 2005, Lit-Verlag, ISBN 3-8258-8610-7.
- Alles von Zarin und Teufel. Europäische Russlandbilder aus vier Jahrhunderten. Die gesamten Rovinskij-Materialien für eine Russische Ikonographie. 2 Bände. Vorwort von Fritz Pleitgen, Köln 2006, ISBN 3832177256.
- Herausgeber, Christopher Hann: Eastern Christians in Anthropological Perspective. Berkeley 2010, University of California Press, ISBN 978-0-520-26056-6
- Herausgeber, Gelian Michajlovic Prochorov: Das Corpus des Dionysios Areiopagites in der slavischen Übersetzung von Starec Isaija : (14. Jahrhundert) = Dionisij Areopagit v slavjanskom perevode starca Isaii (In Zusammenarbeit mit der Russischen Nationalbibliothek St. Petersburg), Weiher-Verlag, Freiburg/Breisgau 2010 und 2011.
  - Band 1. Faksimile der Handschrift Nr. 46 aus der Sammlung A. F. Hilferding der Russischen Nationalbibliothek 2010, XIII, 683 S.,  ISBN 978-3-921940-51-8.
  - Band 2. Textausgabe der Handschrift Nr. 46 aus der Sammlung A. F. Hilferding der Russischen Nationalbibliothek 2011, XVIII S., 328 Bl., ISBN 978-3-921940-52-5.
  - Band 3: Rekonstruktion der griechischen Übersetzungsvorlage, 2011, XXVI, 776 S. ISBN 978-3-921940-53-2.